# Frans van Daele
Franciskus Romanos Rumoldus (Frans) baron van Daele (Oostburg, le 24 octobre 1947) est un ancien haut diplomate belge qui a été chef de cabinet du roi Philippe de Belgique de 2013 à 2017, date à laquelle Vincent Houssiau le remplace. Sa carrière administrative et diplomatique aura duré plus de quarante ans.

## Biographie
Fils du Belge Daniel L. Van Daele (1912-1990) et de la Néerlandaise Johanna Dekkers (1914-1997), Frans van Daele est né en Flandre zélandaise. À l'âge de douze ans, il a déménagé à Knokke et de 1967 à 1970, il a étudié la philologie romane et l'histoire de l'art à l'Université Catholique de Louvain. Il parle néerlandais, français, anglais, allemand et italien.
L'Ambassadeur Franciskus (Frans) van Daele a rejoint le corps diplomatique belge en 1971. Sa carrière a comporté plusieurs missions bilatérales et multilatérales. Après un premier mandat à la mission permanente de son pays auprès de l'Union européenne (1973-77), il a servi à Athènes en tant que premier secrétaire (1977-81) et à Rome en tant que ministre-conseiller (1986-89).
Entre ces deux affectations, il a servi une deuxième fois à la Mission permanente de la Belgique auprès de l'UE (en tant qu'Antici, c'est-à-dire chef de cabinet de l'ambassadeur), puis, de 1984 à 1986, en tant que porte-parole du ministère des Affaires étrangères auprès du ministre Tindemans.
Il a été représentant permanent adjoint de la mission belge auprès des Nations unies à New York entre 1989 et 1993, et représentant suppléant au Conseil de sécurité de l'ONU dont la Belgique était membre non permanent en 1991-92.
À l'issue de ce mandat, il est nommé directeur général des affaires politiques au ministère belge des Affaires étrangères (1994-1997). En cette qualité, il était membre du Comité politique qui gérait l'agenda de la politique étrangère de l'UE. Comme sa mission couvrait non seulement la politique étrangère et de sécurité de la Belgique, mais aussi la coordination de sa politique européenne, il a dirigé la coordination interagences de la Belgique pour la négociation du traité d'Amsterdam.
Par la suite, de 1997 à 2002, M. van Daele a été ambassadeur et représentant permanent auprès de l'Union européenne à Bruxelles. Durant cette période, il a été le négociateur de la Belgique pour le traité de Nice. Pendant la présidence belge de l'Union européenne (juillet - décembre 2001), il a présidé le Comité des représentants permanents. Il a co-rédigé la déclaration de Laeken qui a jeté les bases du traité de Lisbonne. En outre, durant cette période, il a été profondément impliqué dans la négociation des nombreuses mesures européennes prises pour lutter contre le terrorisme dans le sillage du 11 septembre 2001 (mandat d'arrêt européen, définition du terrorisme dans le droit pénal commun et règles de sanctions minimales).
Entre 2002 et 2006, F. van Daele a été ambassadeur de Belgique aux États-Unis, où il a suivi de près les développements politiques et économiques américains sous les première et deuxième administrations de G.W. Bush.
Après un mandat de représentant permanent de la Belgique auprès de l'OTAN (2007-2009), il devient chef de cabinet du ministre des Affaires étrangères Y. Leterme.
En novembre 2009, il rejoint le président du Conseil européen, H. Van Rompuy, en tant que chef de cabinet. Entre novembre 2009 et novembre 2012, F. van Daele a été étroitement impliqué dans les questions économiques, financières et monétaires liées à la crise de l'euro, ainsi que dans les relations entre l'UE et ses partenaires stratégiques. Il a représenté les présidents Van Rompuy et Barroso en tant que sherpa pour la préparation des sommets du G8 à Muskoka (2010), à Deauville (2011) et à Camp David (2012), et en tant que sherpa adjoint pour les sommets du G20 à Toronto (2010), à Séoul (2010), à Cannes (2011) et à Los Cabos (2012).
En vertu des règles de retraite obligatoire, F. van Daele a quitté son poste de chef de cabinet du président de l'Union européenne.
En 2013, lors de l'abdication du Roi Albert II de Belgique, van Daele est devenu le premier chef de cabinet du Roi Philippe de Belgique. Il a succédé à Jacques van Ypersele et a occupé cette fonction de 2013 à 2017, date à laquelle Vincent Houssiau lui a succédé. À sa retraite, il a été nommé ministre d'État.
Frans van Daele est titulaire d'un master en philosophie et en lettres (philologie romane) de l'Université catholique de Louvain, en Belgique. Tout au long de sa carrière, il a maintenu son vif intérêt tant pour l'histoire que pour les problèmes économiques et politiques actuels. L'ambassadeur van Daele s'est souvent exprimé en public sur les questions de politique étrangère, d'intégration européenne et les développements macroéconomiques/financiers. Il a collaboré à plusieurs projets de recherche portant sur la politique étrangère contemporaine de la Belgique et de l'UE. Il a donné des conférences occasionnelles dans les universités de Bruxelles, de Liège, d'Anvers et de Gand, et a collaboré régulièrement avec son alma mater, l'université de Louvain (programme de troisième cycle en études européennes et conférences occasionnelles à la faculté de droit et de sciences politiques), dont il préside l'association des anciens (Alumni Lovanienses) depuis 2008. Il a donné des conférences occasionnelles aux universités de Leiden et de Maastricht, ainsi qu'à l'université de Stanford. Il a été invité en tant que Distinguished Fellow au SAIS de Johns Hopkins à Washington et en 2013, il a enseigné un séminaire spécial sur le Conseil européen au Collège d'Europe à Bruges et à Natolin.
En 2019, Frans van Daele a publié ses mémoires en français et en néerlandais sous le titre « Schaken met de macht - Sur l'échiquier du pouvoir ».
En décembre 2022, la Commission européenne a nommé le haut diplomate belge Frans van Daele comme son envoyé spécial pour la promotion de la liberté de religion et de conviction en dehors de l'UE.
Le baron van Daele est membre du conseil d'administration de l'université de Louvain, du conseil d'administration de la Chapelle musicale Reine Elisabeth, du conseil consultatif de Friends of Europe et de la Fondation Jean Monnet (Lausanne). Il est membre du conseil d'administration de l'AECA. Il siège au conseil de la Fondation Inbev - Baillet-Latour, et au conseil de la Fondation Arenberg. Il est président de l'Association royale de la noblesse belge (ANRB-VAKB). Il a participé au groupe Bilderberg.
Il a été anobli en 2003, et en 2006, lui et ses descendants ont reçu le titre de Baron(ess) van Daele.
Van Daele est marié à Chris Deroover et a deux filles et un fils.

## Fonctions exercées
- 1971: Collaborateur d'Étienne Davignon, alors directeur-général politique auprès du Ministère des Affaires étrangères.
- 1973: Représentant auprès de la Communauté Européenne
- 1977: Diplomate à Athènes
- 1981: Représentant auprès de la Communauté Européenne
- 1984: Porte-parole du Ministère des Affaires étrangères
- 1986: Ambassadeur à Rome
- 1989: Ambassadeur auprès de l'Organisation des Nations-Unies
- 1991: Représentant au Conseil de sécurité des Nations-Unies
- 1994: Directeur-général de la politique au Ministère des Affaires étrangères
- 1997: Ambassadeur et représentant permanent de la Belgique près l'Union Européenne
- 2002: Ambassadeur aux États-Unis
- 2006: Ambassadeur de Belgique près de l'OTAN[5]
- 2009: Chef de cabinet du Président du Conseil européen, Herman Van Rompuy[6]
- 2013 - 2017 : Chef de cabinet du roi Philippe[7]

En 2012, Frans Van Daele prend sa retraite en tant que diplomate et fonctionnaire au service diplomatique du Ministère des Affaires étrangères.
En 2013, le roi Philippe lui demande de devenir son Chef de cabinet, fonction qu'il exercera jusqu'en 2017. Il est remplacé par Vincent Houssiau, qui lui succède en tant que Chef de cabinet du Roi.

## Honneurs
- 2003 : Concession de noblesse héréditaire et du titre personnel de baron accordée par le roi Albert II. Sa devise est Constans dum volvitur [1].
- 2006 : Concession, accordée par le roi Albert II, du titre de baron transmissible à son décès à ses enfants des deux sexes, le titre étant ensuite transmis en ligne masculine à la génération suivante, après le décès d'un porteur du titre[1].
- 2017 : Nommé Ministre d'Etat[8]
- 2018 :  Grand-croix de l'ordre de la Couronne[9].